# Kasinobewegung

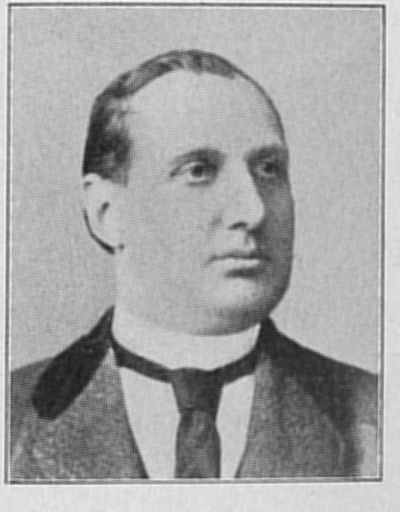
Jakob Lindau 1880.

Die Kasinobewegung war eine politisch-soziale Bewegung innerhalb des deutschen Katholizismus ab den 1860er Jahren.

## Entstehung
Casinogesellschaften als gesellschaftliche Vereine zur Freizeitgestaltung, in denen natürlich auch über Politik diskutiert wurde, gab es seit der Französischen Revolution in vielen deutschen Städten.
Eine politische Bedeutung gewannen sie in der durch den sogenannten Badischen Kulturkampf, einer Auseinandersetzung zwischen dem Badischen Staat und der katholischen Kirche in den 1850er und 1860er Jahren, politisch aufgeheizten Atmosphäre. Auf dem Aachener Katholikentag 1862 wurde den Katholiken nahegelegt, sich zu festen Gemeinschaften zusammenzuschließen. Das nahm der Kaufmann und spätere Reichstagsabgeordnete Jakob Lindau zum Anlass, im Herbst des gleichen Jahres in Heidelberg ein erstes solches „Kasino“ (mit „K“) zu gründen, als gesellige Vereinigung von Katholiken, die zu Diskussions- und Vortragsabenden zusammenkamen.

## Wanderkasino und Mannheimer Kasinosturm
Größeres politisches Moment gewannen die Kasinos aus dem Widerstand gegen das Badische Schulaufsichtsgesetz.
Dieser Badische Schulstreit führte im Heidelberger Kasino zu dem Plan, Informationsveranstaltungen und Versammlungen auch an anderen Orten abzuhalten, womit die Idee des „Wandernden Kasinos“ geboren war. Das Wanderkasino definierte sich selbst als „eine gelegentliche Zusammenkunft von Männern, welche in dem Schulgesetz vom 29. Juli 1864 einen Angriff auf die Rechte der Kirche und auf die verfassungsmäßige Gewissensfreiheit sehen, und welche sich besprechen wollen über die gesetzlichen Mittel, um beide zu wahren.“
Am 5. Februar 1865 nahm die Wanderkasino-Bewegung mit einer Versammlung in Mosbach ihren Anfang, worauf in den folgenden Wochen zahlreiche Veranstaltungen mit jeweils Hunderten von Besuchern abgehalten wurden. In einer Zeit, in der es Fernsehen, Rundfunk und Telefon noch nicht gab, die liberale Presse dominierte und sich die ärmeren Schichten gar keine Zeitung leisten konnten, waren solche Veranstaltungen überaus wichtig. Nur durch sie konnte die Kirche die breite Öffentlichkeit informieren und mobilisieren. Schon die erste Kasino-Kundgebung im badischen Seekreis, die am 9. Februar mit Bedacht nicht in der liberalen Hochburg Konstanz, sondern in Radolfzell stattfand, wurde durch die Liberalen um den Konstanzer Landtagsabgeordneten Carl Seiz unterwandert und massiv gestört. Der katholische Redner wurde mehrfach unterbrochen und die Versammlung wurde schließlich durch einen anwesenden Staatsbeamten aufgelöst, der eine Gefahr für die öffentliche Sicherheit und Ruhe erkannte.
Auch an anderen Orten versuchte man gezielt, die Kasino-Veranstaltungen auf diese Weise zu verhindern, wofür der Ausdruck „Radolfzellieren“ verwendet wurde, was die Veranstalter zu verhindern suchten, indem sie Nichtkatholiken von den Veranstaltungen ausschlossen.
Dramatischer Höhepunkt dieser Auseinandersetzungen war der sogenannte Mannheimer Kasinosturm am 23. Februar 1865, bei dem es sich um einen tätlichen Überfall liberaler Gegendemonstranten auf eine katholische Kasinoveranstaltung handelte. Die eigentliche Veranstaltung hatte nicht stattfinden können, da die Regierung die Verwendung der Mannheimer Kirchen als Versammlungsorte verboten hatte. Die Gegendemonstranten überfielen den von Jakob Lindau geführten Zug der Katholiken auf der Straße und verfolgten sie auf der Flucht in das damals bayerische Ludwigshafen. Es kam zu einigen Verletzungen. Die Polizei, die sich darauf konzentriert hatte, den Zugang zu den Kirchen zu versperren, ging gegen die Gewalttäter nicht vor.

## „Conservative Opposition“
Die Liberalen hielten die Kasinobewegung für eine kurzlebige Erscheinung, was sich als Irrtum erwies. So meint das Süddeutsches evangelisch-protestantisches Wochenblatt, dass „das Casino alsbald zur Unmöglichkeit geworden sein werde, wenn erst einmal die Jahreszeit den Landmann von seiner Langenweile kurirt haben werde.“
Auch Versammlungsverbote der Regierung blieben ohne Wirkung, da 1865 in Baden Wahlen zu den Kreisversammlungen anstanden, die von der katholischen Parteiung, die sich jetzt öfters als „Conservative Opposition“ bezeichnete, zu einer Protestwahl gegen Schulgesetze und andere tatsächliche oder vermeintliche Übergriffe des liberalen Staates umgedeutet wurde.
Es wurden Kandidaten aufgestellt und Wahlversammlungen abgehalten, die als solche nicht verboten werden konnten. Besonderer Popularität erfreute sich vor allem Jakob Lindau, der bei zwei seiner Wahlveranstaltungen über 3000 Teilnehmer mobilisieren konnte.
Zudem nahm der Klerus in bis dahin noch nicht gekannter Form politisch Partei. So forderte der Freiburger Erzbischof Hermann von Vicari in einem Hirtenbrief auf, nur Kandidaten zu wählen, die als „unabhängig nach Außen, gläubig kirchengetreu und gewissenhaft“ bekannt und mit den Bedürfnissen des katholischen Volkes vertraut seien. Am 9. August forderte eine „Freie Konferenz“ des Klerus in Freiburg zum konsequenten Einsatz für die katholischen Kandidaten auf. Diese Aufforderung wurde vom Erzbischof nicht nur im Nachhinein sanktioniert, sondern ausdrücklich zur priesterlichen Pflicht erklärt.
Der klerikale Einsatz zeigte Wirkung: von 169 Abgeordneten der Bürger waren etwa 25 Geistliche und weitere 60 kirchentreue Kandidaten, womit sie in allen Kreisversammlungen vertreten waren und in einer sogar die Mehrheit stellten. Im Vergleich dazu erzielten die Liberalen in der Zweiten Kammer des Badischen Landtages von 1863 eine überwältigende Mehrheit von 86 % der Mandate.
Dieser Wahlausgang stellte für die Liberalen auch deshalb einen Schock dar, weil sie zuvor der Ansicht waren, dass die katholische Opposition keinen breiten Rückhalt in der Bevölkerung hätte und nur eine kleine Gruppe rückständiger Landbevölkerung repräsentiere. Dabei war auch verkannt worden, dass es nicht nur um rein kirchliche Interessen oder eine Machtfrage in der Schulpolitik ging, sondern auch darum, dass die Landbevölkerung die Folgen der liberalen Politik als Serie von Benachteiligungen wahrnahm, die der katholische „Freiburger Bote“ in einem „Verzeichnis der Bedrückungen“ zusammenfasste:
- Erhöhung der Staatsausgaben seit 1860,
- starke Vermehrung der Beamtenzahl mit hohen Bezügen,
- kostspielige neue Verwaltungs- und Justizorganisation,
- Gewerbefreiheit,
- Freizügigkeit,
- Heiratserleichterung zum Schaden der Gemeinden,
- zu weit gehende Judenemanzipation und
- die neue Katastervermessung mit Nachteilen für die Grundbesitzer.

## Geselligkeitsvereine

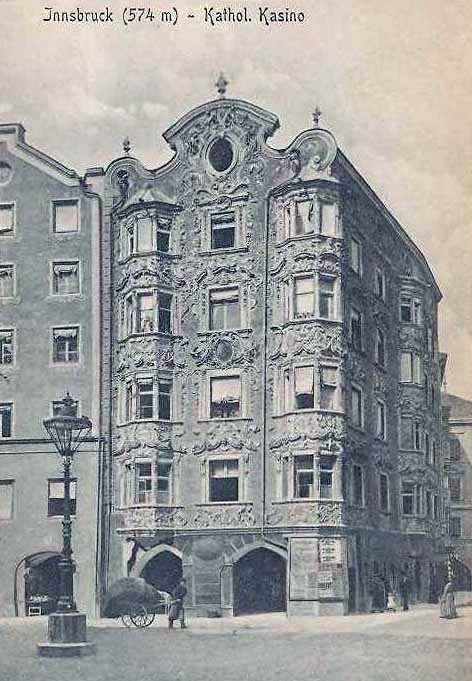
Das Helblinghaus in Innsbruck war um 1905 ein „Katholisches Kasino“.

In der Folge entstand unter anderem aus der Kasinobewegung die Katholische Volkspartei, als politisches Sammelbecken der Ultramontanen die Vorläuferpartei der Zentrumspartei in Baden.
Das „Katholische Kasino“ selbst entpolitisierte sich weitgehend, verkörperte sich in eingetragenen Vereinen und wurde zum Ort der Geselligkeit vorwiegend für Angehörige des katholischen Bürgertums, wobei die Gründung solcher Kasinos sich nicht auf den badischen oder den süddeutschen Raum beschränkte. Einige dieser Vereine haben bis heute Bestand.